# مارك براون (لاعب كرة قدم أمريكية أمريكي)
مارك براون (بالإنجليزية: Mark Brown)‏ هو لاعب كرة قدم أمريكية أمريكي، ولد في 19 مايو 1980 في باترسون في الولايات المتحدة.